# Agustín Moreto
Agustín Moreto y Cavana (Madrid, 1618. április 9. – Toledo, 1669. október 28.), az egyik legismertebb spanyol drámaíró, a spanyol dráma Plautusa. Európa-szerte sokszor játszott darabja a Közönyt közönnyel (Desdén con el desdén) című vígjáték, magyarra fordította Győry Vilmos (1870).

## Életútja
Jómódú olasz családból származott. Az alcalái egyetemen folytatott tanulmányokat, majd hamarosan lelkészi pályára lépett. Drámaírói tevékenységének fénykora 1642–1654 között volt. Színdarabjainak első gyűjteménye a rá leginkább jellemző vígjátékait tartalmazta (1653). Élete végén felhagyott az irodalmi tevékenységgel és kolostorba vonult. Vagyonát a szegényekre hagyta és úgy rendelkezett, hogy holttestét a bűnözők temetőjébe temessék.
Mint drámaíró Lope de Vega és Calderón követője volt. Színművei cselekményének vagy motívumainak többségét elődjeitől kölcsönzötte, de a kidolgozás során önálló utakon járt, elsősorban a jellemábrázolás volt erőssége.
Kiemelkedő történeti tragédiájának (El Valiente Justiciero de Castilla) hőse Kegyetlen Péter kasztíliai király, akinek személyiségét jobban körvonalazta, mint elődje, Calderón. 
A színpad iránti érzéke leginkább Közönyt közönnyel (El Desden con el Desden) című vígjátékában mutatkozik meg. A darab meséje korántsem eredeti, a témát többen is feldolgozták. Lope de Vegának két darabja is ugyanarra a motívumra épül: a férfi a szeretett nő önérzetére hatva kelti fel az érdeklődést és úgy tesz, mintha közömbös lenne iránta. 
Moreto tehetségének jellemzői a gondosan kidolgozott vígjátéki jellemek és helyzetek, az élénk és szellemes dialógusok. Másik ismert vígjátéka A szép Diego (El lindo Diego), melyben a magát ellenállhatatlannak tartó férfi komikus típusát rajzolja meg. (Beksics Gusztáv fordította magyarra, bemutatta a pesti Nemzeti Színház 1876-ban). Írt szent tárgyú darabokat (pl. San Franco de Sena) és cselszövényes színműveket is.

## Magyarul
- Közönyt közönnyel. Vígjáték; ford. Győry Vilmos; Kisfaludy-Társaság, Pest, 1870 (Spanyol Színműtár)
- A szép Diego. Vígjáték; ford. Beksics Gusztáv; Kisfaludy-Társaság, Pest, 1876 (Spanyol Színműtár)
- Közönyt közönnyel; ford. Berczeli A. Károly; in: Klasszikus spanyol drámák; vál., szerk. Benyhe János; Európa, Bp., 1986 (A világirodalom klasszikusai)